# Wahl zum Legislativrat im Protektorat Uganda 1958
Die Wahl zum Legislativrat im Protektorat Uganda 1958 war die erste Wahl des Legislativrates des Protektorats Uganda.
Die Wahlen wurden vom größten und namensgebenden Volk des Landes, den Ganda boykottiert Die Ganda strebten nach Autonomie in ihrem Königreich Buganda, das als Protektorat innerhalb der Kolonie Britisch-Uganda bestand, und verlangten Wahlen für ihr eigenes Regionalparlament.
Das Ergebnis der Parlamentswahlen war ein Sieg für den Uganda National Congress, der fünf der zehn – und damit genau 50 Prozent – der Abgeordnetensitze gewann.

## Resultate
| Partei                   | Anteil | Sitze |
| ------------------------ | ------ | ----- |
| Uganda National Congress | 50 %   | 5     |
| Unabhängige              | 40 %   | 4     |
| Democratic Party         | 10 %   | 1     |
| Gesamt                   | 100 %  | 10    |
| Quelle:                  |        |       |